# Victor Hugo Díaz
Victor Hugo Díaz (ur. 10 sierpnia 1927 w Santiago de Estero, zm. 23 października 1977 w Buenos Aires) – argentyński kompozytor i muzyk, znany zwłaszcza z muzyki tanga z charakterystycznym użyciem organek.
Nagrywał charakterystyczne tanga, w których wykorzystywał organki. Zadebiutował około roku 1944 w Buenos Aires. Nagrywał wtedy dla wytwórni Odeon, TK, Jockey a potem dla RCA. W 1953, w czasie występów w Europie spotkał się z artystami, których wybitnie cenił: Larrym Adlerem oraz Tootsem Thielmansem. W 1970 roku nagrał wersję Milonga Triste, która została wykorzystana w filmie Lekcja tanga oraz w 2007 roku w filmie The Counterfeiters.